# Ophiopogon longifolius
Ophiopogon longifolius är en sparrisväxtart som beskrevs av Joseph Decaisne. Ophiopogon longifolius ingår i släktet Ophiopogon och familjen sparrisväxter. Inga underarter finns listade i Catalogue of Life.